# Успение на Богородица Пирогоща (Киев)
„Успение на Богородица Пирогоща“ (на украински: Успіння Богородиці Пирогощі) е православен храм, построен в Киев близо до Подолския пазар (съвременния Контрактов площад) през 1132 – 1136 г. от князете Мстислав и Ярополк, синове на княз Владимир Мономах. Църквата се споменава в „Слово за похода на Игор“. Многократно е възстановявана и преустроявана, през 1935 г. е разрушена от болшевиките. През 1998 г. храмът е възстановен до първоначалния си вид на историческото си място.

## Име
Произходът на името на храма не е точно установен.
Според една от версиите, по времето на Киевска Рус в храма има византийска икона на Богородица, наречена Пирогоща (от старогръцки: Πυργοτίσσα, „пирготиса“ – „кула“). Във Византия така наричали икони, които са били поставяни в кулите на манастири или крепости.
Според втората версия името Пирогоща се състои от две части: пиро и гоща. Гоща идва от думата „гост“ – търговец. Значението на думата „пиро“ (или „пир“) се свързва с гръцкия превод на думата „пшеница“, старославянското „просо“, „пшено“, староруското „пира“ – ръж, брашно, пирог. Това тълкуване заключава, че църквата е построена за сметка на търговци, които търгуват с хляб.

## История
Според Лаврентиевския летопис, тя е построена в периода 1132 – 1136 г., по време на управлението на сина на Владимир Мономах – Мстислав Велики, в Подол, в подножието на Замковия хълм. Спомената в „Слово за похода на Игор“ във връзка с завръщането в Киев от половецки плен на героя на това произведение, княз Игор Святославич. Църквата е малък трикорабен храм, покрит с купол. Стените на свода са украсени със стенописи, подът е с глазирани и мозаечни плочки.
През 1240 г. храмът е почти унищожен от монголското нашествие. Към 1474 г. той е възстановен и празнично осветен, но през 1482 г. отново е сериозно повреден при нападението на кримския хан Менгли-Гирей над Киев. В годините 1613 – 1614, след пожара от 1611 г., църквата е реконструирана от киевския бурмистер, италианския архитект Себастиано Брачи.
Църквата служи като обществен център за жителите на Киев, по-късно там функционира училище, сиропиталище, болница за бедни и градски архив. През 1613 – 1633 г., когато катедралата „Света София“ е превзета от униатите по време на междуконфесионалната борба, църквата е един от центровете на Киевската митрополия. През 1654 г., на площада пред църквата киевските дворяни полагат клетва за вярност към цар Алексей Михайлович. Впоследствие близо до църквата се провеждат тържествените церемонии на Руското братство.
Писма на хетманите Демян Многогришни и Иван Самойлович от 1670 и 1672 г. свидетелстват за правото на църквата да събира данъци за продажба на зърно на територията на Киев. В писмени източници от 16 век църквата е известна просто под името Успенска църква.
Храмът е реконструиран през 1770 г., във формите на украинския барок, от архитекта Иван Григорович-Барски, който вероятно е погребан тук. През 19 век, след големия пожар в Подол през 1811 г., той е реконструиран с елементи на класицизъм от градския архитект Андрей Меленски. Пред фасадата на храма, наричен Успенски през XIX век, вместо дървена камбанария, от югозападната страна е издигнат каменен параклис в псевдоруски стил, а около храма са добавени магазини.
До началото на 20. век формата на храма не се променя – той е кръстокуполен, триапсиден, шестстълбов, еднокуполен. Фасадите се редуват с дорийски пиластри и завършват с триъгълни фронтони със стенописи в тимпани. Централната част на сградата е увенчана с многостранен барабан с полусферичен купол и фенер. От западната страна, върху основите на 18. век, през 1835 г. е добавена тристепенна камбанария с полусферичен купол и висок шпил.
Храмът е съборен от болшевиките през 1935 година. През 1976 – 1979 г. са извършени археологически разкопки на основите му, които достигат 4 м дълбочина. Основите са направени от строителен материал, взет от по-ранна конструкция. Тогава възниква идеята за възстановяване на сградата за музея „Слово за похода на Игор“. Църквата е възстановена през 1997 – 1998 г., в древноруска (византийска) форма и осветена от митрополита на Украинската православна църква (Киевска патриаршия) Филарет.
В днешно време тя е една от архитектурните доминанти на Контрактовия площад, но историческата ѝ достоверност остава предмет на спорове.

## Споменавания в летописи
В Лаврентиевския летопис по списъка под 1131 година:
В тоже лѣто заложи церковь Мстиславъ святыя Богородица Пирогощюю

(През същата година Мстислав положи църквата Света Богородица Пирогоща)
В Ипатиевския летопис по Ипатиевския списък:
- под 1132 година:

 В се же лѣто заложена бъıс̑ црк҃ви камѧна ст҃аӕ Бц҃а рекомаӕ Пирогоща

(През тази година беше положена каменната църква на света Богородица, наречена Пирогоща)
- под 1136 година:

 Томъ лѣтѣ цр҃кви Пирогоща свѣршена бъıс̑̑

(Същата година църквата Пирогоща бе завършена)
В „Слово за похода на Игор“, в края на историята за завръщането на Игор от половецкия плен:
Игорь ѣдетъ по Боричеву къ святѣй Богородици Пирогощей.

(Игор върви по Боричев [по Боричевия път] към света Богородица Пирогоща.)